# دايفيد بيرن
دايفيد بيرن (بالإنجليزية: David Byrne)‏ هو عازف قيثارة ومغني ومنتج أفلام ومنتج أسطوانات ومدون ومؤلف موسيقى تصويرية وصحفي الموسيقى وموسيقي وكاتب أغاني وملحن وكاتب وكاتب سيناريو وممثل أمريكي، ولد في 14 مايو 1952 بدمبارتون في المملكة المتحدة. بدأ مشواره المهني سنة 1973، ومن الجوائز التي نالها جائزة الأوسكار لأفضل موسيقى تصويرية عن عمل الإمبراطور الأخير وBessie Awards ‏.

## جوائز
- جائزة الأوسكار لأفضل موسيقى تصويرية، عن عمل: الإمبراطور الأخير
- Bessie Awards [الإنجليزية]‏

## وصلات خارجية
- دايفيد بيرن على موقع IMDb (الإنجليزية)
- دايفيد بيرن على موقع الموسوعة البريطانية (الإنجليزية)
- دايفيد بيرن على موقع مونزينجر (الألمانية)
- دايفيد بيرن على موقع ألو سيني (الفرنسية)
- دايفيد بيرن على موقع ميوزك برينز (الإنجليزية)
- دايفيد بيرن على موقع رولينغ ستون (الإنجليزية)
- دايفيد بيرن على موقع أول موفي (الإنجليزية)
- دايفيد بيرن على موقع قاعدة بيانات برودواي على الإنترنت (الإنجليزية)
- دايفيد بيرن على موقع قاعدة بيانات الأفلام السويدية (السويدية)
- دايفيد بيرن على موقع إن إن دي بي (الإنجليزية)